# Stadion im. Nikoły Mantowa
Stadion imienia Nikoły Mantowa (mac. Стадион Никола Мантов) – stadion sportowy w Koczani, w Macedonii Północnej. Może pomieścić 4350 widzów. Swoje spotkania rozgrywa na nim drużyna FK Osogowo Koczani.
12 kwietnia 1995 roku na stadionie odbył się mecz towarzyski Macedonia – Bułgaria (0:0).